# 赫爾曼·布爾
赫爾曼·布爾（Hermann Buhl）是一位奧地利登山家。他的成就包括1953年首次登頂南迦帕爾巴特峰和1957年首次登頂布洛阿特峰。
赫爾曼·布爾是奧地利裔德國作家克里米·布爾（Kriemhild “Krimi” Buhl）的父親。

## 生平
赫爾曼·布爾出生於奧地利因斯布魯克，是家中四個孩子中最小的一個。母親過世後，他在孤兒院度過了數年。在奧地利禁止童子軍活動前，赫爾曼·布爾是因斯布魯克童子軍。1930年代，還是十幾歲的他就開始攀登奧地利阿爾卑斯山。1939年，他加入了德國阿爾卑斯山協會（Deutscher Alpenverein）的因斯布魯克分會，並很快掌握了6級登山技巧。
第二次世界大戰中斷了他的登山嚮導，1943年，他加入了阿爾卑斯山部隊，成為卡西諾山戰役山地步兵。赫爾曼·布爾被美軍俘虜後，返回因斯布魯克，靠打零工維生。1940年代末，他終於完成了作為登山嚮導的訓練。